# Campolongo sul Brenta
Campolongo sul Brenta (velenceiül Canpołongo sol Brenta) település Olaszországban, Veneto régióban, Vicenza megyében. Lakosainak száma 799 fő (2018. szeptember 30.). Campolongo sul Brenta Bassano del Grappa, Conco, San Nazario, Solagna és Valstagna községekkel határos.

## Népesség
A település népességének változása:

| 2018 | 799 |